# 안녕, 투이
"안녕, 투이"는 2014년에 개봉한 대한민국의 영화이다.

## 캐스팅
- 닌즈엉란응옥 : 투이 역
- 차승호 : 상호 역
- 명계남 : 시아버지 역
- 이지원 : 현정 역
- 박진수 : 기동 역
- 예수정 : 수녀 역 (특별출연)

## 영화제
- 제18회 부산국제영화제 한국영화의 오늘 - 비전 부문 초청
- 제39회 서울독립영화제 특별초청
- 제10회 두바이국제영화제 경쟁부문 초청
- 제7회 미국 베트남영화제 초청 - 여우주연상 수상
- 제15회 하와이국제영화제 스프링쇼케이스 초청
- 제3회 베를린 한국영화제 - 한국영화의 오늘 초청
- 제30회 LA 아시안퍼시픽필름페스티벌 인터내셔널 쇼케이스 부문 초청
- 제10회 유라시아국제영화제 한국영화특별전 초청
- 제7회 러시아 이스트웨스트국제영화제 국제경쟁부문 초청